# Santoryn

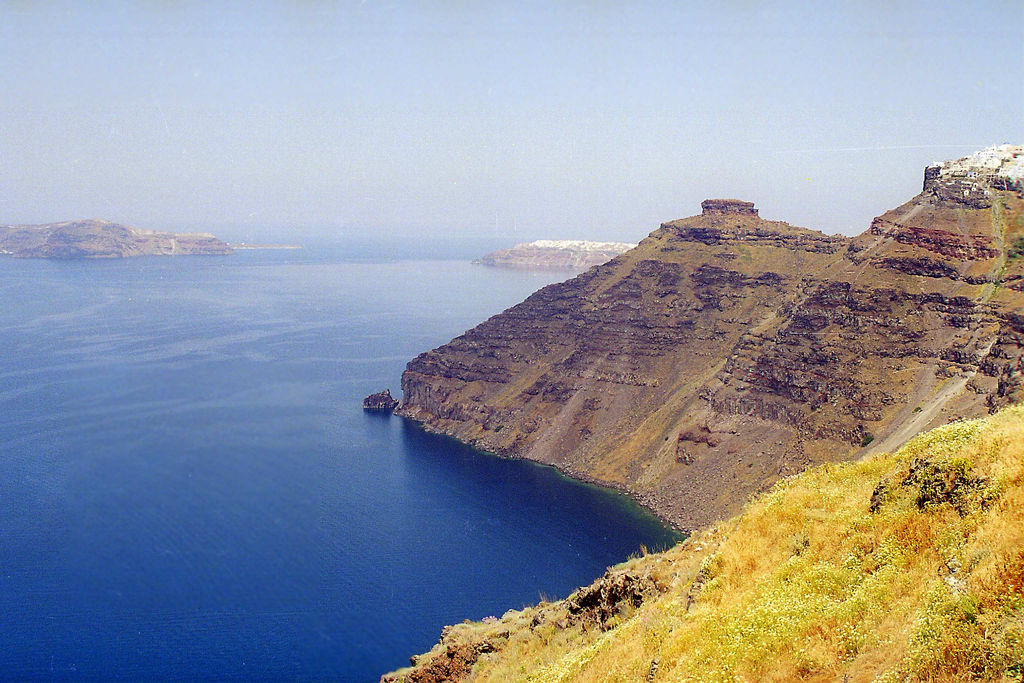
Santoryn – widok na morze

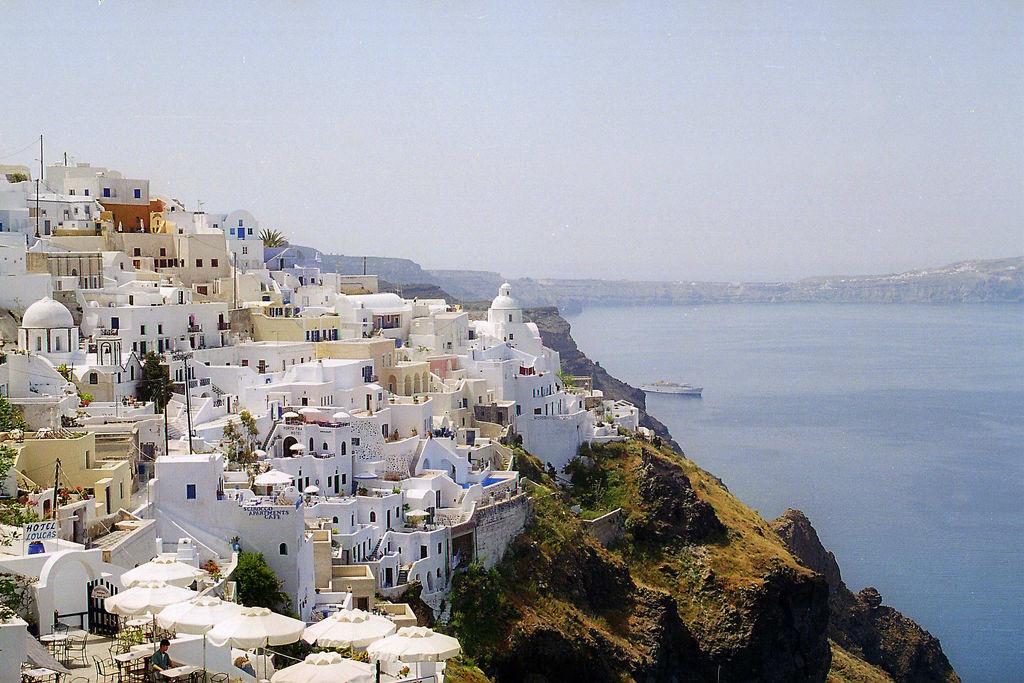
Miejscowość Oia

Trójwymiarowy model Santorynu

Santoryn (gr. Σαντορίνη, Santorini), Thira (gr. Θήρα, Tira) – wulkaniczna wyspa na Morzu Egejskim, tworząca z kilkoma mniejszymi wyspami niewielki archipelag o tej samej nazwie, będący częścią greckiego archipelagu Cyklad.
Położona jest 175 km na południowy wschód od wybrzeża Grecji i 110 km na północ od wybrzeża Krety.
Należy do administracji zdecentralizowanej Wyspy Egejskie, w regionie Wyspy Egejskie Południowe i do jednostki regionalnej Thira w gminie Thira.
Istniejąca przed ok. 1600 r. p.n.e. jedna wyspa (o nazwie Strongili – „okrągła”) została w wyniku silnego wybuchu wulkanu zatopiona (powstała jedna z największych na świecie kalder o średnicy 10 km), pozostały tylko jej boczne fragmenty stanowiące dzisiaj wyspy (zob. zdjęcie satelitarne obok):
- Thira (Θηρα) – największa wyspa archipelagu
- Tirasia (Θηρασία) – druga co do wielkości
- Nea Kameni (Νέα Καμένη) – wyspa z kraterami wulkanu (większa czarna w samym środku)
- Palea Kameni (Παλαιά Καμένη) – mniejsza wyspa, czarna w środku
- Aspro (właściwie Aspronisi) (Ασπρονήσι) – w lewej środkowej części zdjęcia

Kaldera Santorynu jest położona w środku pola wulkanicznego Christiana-Santoryn-Kolombo, rozciągniętego od wysp Christiana stanowiących wygasły wulkan, po aktywny podmorski wulkan Kolumbo.
Nazwa Santorini pochodzi z XIII wieku od imienia świętej Ireny, inne nazwy to Kallisti, Strongili lub Tera/Thira (Θηρα).
Santoryn jest znana z lokalnie produkowanego wina, przede wszystkim z odmiany assyrtiko. Krzewy winne są uprawiane bez podpórek i krótko przycinane, by zmniejszyć wrażliwość na działanie wiatru.
Na wyspie funkcjonuje port lotniczy.

## Historia
Przed wybuchem wulkanu Thera istniała na wyspie rozwinięta cywilizacja (kultura minojska), której mieszkańcy opuścili w większości wyspę tuż przed erupcją minojską – po wielkim trzęsieniu ziemi, które nawiedziło wyspę. Wybuch wulkanu przyczynił się prawdopodobnie również do znacznego zniszczenia położonej ponad 110 km (60 mil morskich) na południe Krety (pałac w Knossos). Współcześni badacze przypuszczają, że wybuch wulkanu i późniejsze jego zapadnięcie się na ok. 300–400 m pod powierzchnię obecnego poziomu morza spowodował powstanie olbrzymiej fali tsunami o wysokości dochodzącej do 200 metrów. Jedna z hipotez utożsamia zniszczenie wyspy z mityczną Atlantydą.
Zdaniem dr. Stevena Careya z University of Rhode Island z krateru wytrysnęło tak wiele popiołu, że opadając zasłonił on dopływ promieni słonecznych na całym obszarze basenu Morza Śródziemnego – co najmniej 300 tys. kilometrów kwadratowych. Jeszcze dziś pumeks wulkaniczny wokół archipelagu Santoryn tworzy warstwę grubości 80 m i pokrywa dno morskie w promieniu 20–30 km od wysp. Naukowcy oszacowali, że wulkan wyrzucił z krateru 60 km sześciennych magmy.
Po katastrofie przez 300–500 lat wyspa była niezamieszkana. Ponownie zasiedlili ją greccy Dorowie.
Obecnie na Santorynie (a przede wszystkim na głównej wyspie Thira) silnie rozwija się turystyka, która jest jednym z głównych źródeł dochodu. Główne miejscowości: Akrotiri, Emporio, Faros, Fira, Ia, Kamari, Megalochori, Perisa, Pirgos.

## Znaczenie erupcji dla chronologii starożytnej
Popioły pochodzące z wybuchu wulkanu Thera zostały odkryte przez archeologów w warstwie zwanej IA (terminologia archeologii egejskiej) związanej z okresem późno-minojskim. Na podstawie podobieństwa ceramiki pochodzącej z okresu udało się ustalić, że erupcja miała miejsce za rządów egipskiego faraona Ahmose lub nieco później (XVIII dynastia). Manfred Bietak podczas wykopalisk w Tall ad-Dab (Izbat Hilmi) odkrył ponadto pumeks w kontekście stratygraficznym datowanym na okres pomiędzy panowaniem Ahmosea a Totmesa III. Ponieważ chronologia starożytnego Egiptu została ustalona już wcześniej na podstawie retrokalkulacji dokonanych w oparciu o datowanie sotisowe, egiptolodzy założyli, iż wybuch na Santorynie miał miejsce w II połowie XVI wieku p.n.e.
Jednakże próbki materiału pochodzącego z erupcji poddane analizie metodą 14C umiejscawiały erupcję w okresie 1760–1540 p.n.e. ze wskazaniem na okres wcześniejszy. Podczas Trzeciego Międzynarodowego Kongresu poświęconemu erupcji Thery uczestnicy założyli, iż omawiane zdarzenie miało miejsce w I połowie XVII wieku p.n.e. Wnioski wulkanologów zostały jednak stanowczo odrzucone przez egiptologów, którzy nie zamierzali zmieniać ustalonej chronologii egipskiej, wskazując na małą ich zdaniem dokładność datowania radiowęglowego. Należy przy tym zaznaczyć, że zmiana chronologii starożytnego Egiptu oznaczałaby zmianę całej chronologii starożytnej dla II tysiąclecia p.n.e.
W latach 80. XX wieku wulkanolodzy oraz dendrolodzy wykryli zależność pomiędzy wielkimi erupcjami wulkanicznymi a krótkotrwałymi ochłodzeniami klimatu powodującymi przedwczesne przymrozki. Pozostawiają one widoczne ślady w słojach drzew pochodzących z roku erupcji lub z roku następnego. Po odkryciu długowiecznych okazów sosny ościstej w Ameryce Północnej udało się ustalić, iż jedyna potężna erupcja w II tysiącleciu p.n.e. miała miejsce w roku 1627(±1) p.n.e. Godnym uwagi jest fakt, iż według wulkanologów wybuch Thery był dwukrotnie potężniejszy od erupcji Krakatau. Data dostarczona przez dendrochronologię potwierdziła więc wcześniejsze przypuszczenia wulkanologów datujących erupcję na XVII wiek p.n.e. Pomimo powyższych faktów, egiptolodzy nadal odmawiają dokonania zmian w chronologii starożytnego Egiptu.
Dr Walter Friedrich z duńskiego Uniwersytetu w Aarhus oraz dr Walter Kutschera z Uniwersytetu Wiedeńskiego badali próbki gałęzi drzewa oliwnego, posiadającej 72 pierścienie rocznego przyrostu. Dwa drzewa oliwne zostały odnalezione podczas wykopalisk na wyspie Santoryn w pobliżu muru zbudowanego w epoce brązu. Zdaniem naukowców, drzewa były częścią gaju oliwnego znajdującego się tuż obok zabudowań starożytnej osady. Drzewa zostały odsłonięte w pozycji stojącej, tak jak zostały przykryte przez pumeks, skałę wylewną powstałą po szybkim zakrzepnięciu lawy podczas erupcji wulkanu.
W 2006 roku duńsko-niemiecki zespół naukowców na podstawie analizy danych radiowęglowych zaproponował datę erupcji Thery na lata 1627–1600 (XVII wiek p.n.e.). Inne badania z 2008 roku wskazywały, że wielka erupcja nastąpiła w 1613 p.n.e. (±10 lat). Jednakże kolejne badania radiowęglowe z 2018, przeprowadzone przez zespół z Uniwersytetu Arizony i Uniwersytetu Sheffield, umieszczają erupcję Thery w latach 1560–1544 przed naszą erą.

## Thira przed erupcją

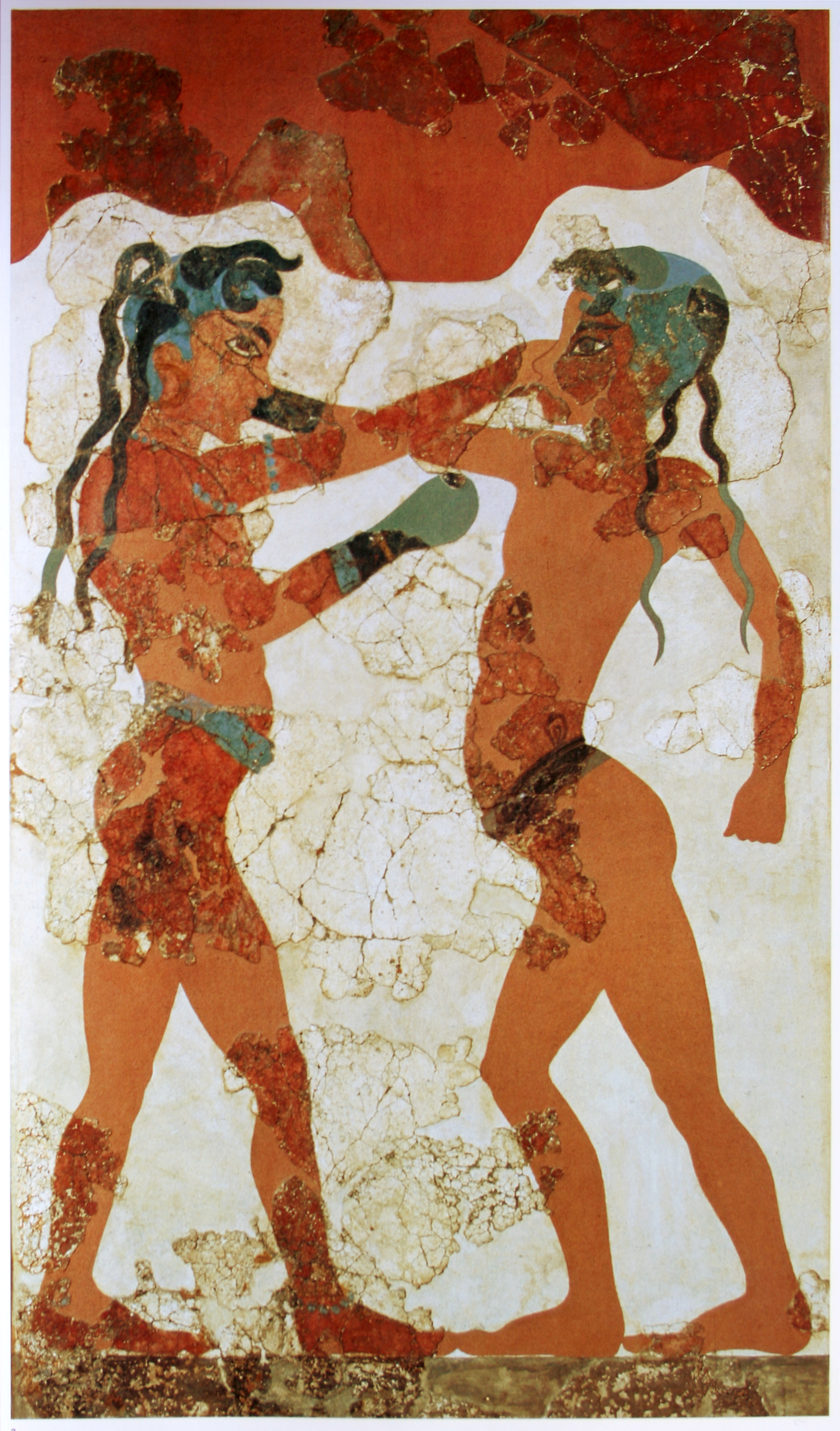
Walczące dzieci z malowidła w Akrotiri na Santorynie

W XIX wieku podczas wydobycia popiołu wulkanicznego potrzebnego do budowy Kanału Sueskiego natrafiono w wiosce Akrotiri na Santorynie na mury domów i przeprowadzono pierwsze wykopaliska. Prace te miały miejsce również w XX wieku. Wykopaliska doprowadziły do stwierdzenia, że na wyspie znajdowało się przed wielkim wybuchem wulkanu starożytne miasto i było ono znacznym ośrodkiem kultury egejskiej. Najważniejsze znaleziska to malowidła freskowe o rozmaitej tematyce (bitwa morska i najazd na miasto u wybrzeży Afryki, walczące na pięści dzieci, sceny z przyrody). Fakt zasypania miasta przez wulkan umożliwił zachowanie się negatywów obiektów wykonanych z drewna, co pozwoliło na ich rekonstrukcję. Interesujące są analogie z kulturą materialną współczesnej wsi kreteńskiej.

## Zabytki
Większość obiektów turystycznych na Santorynie znajduje się w miejscowościach Oia oraz Fira. Do najciekawszych z nich należą:
- Muzeum Archeologiczne i wykopaliska minojskiego miasta Akrotiri na południowym krańcu kaldery
- Muzeum Prehistorii Thery – ze zbiorami znalezisk z Akrotiri
- Centrum kultury Megaro Gyzi – w adaptowanej zabytkowej posiadłości z XVIII wieku
- Sobór metropolitalny (katedra prawosławna)
- Katedra katolicka